# رود کلمبیا

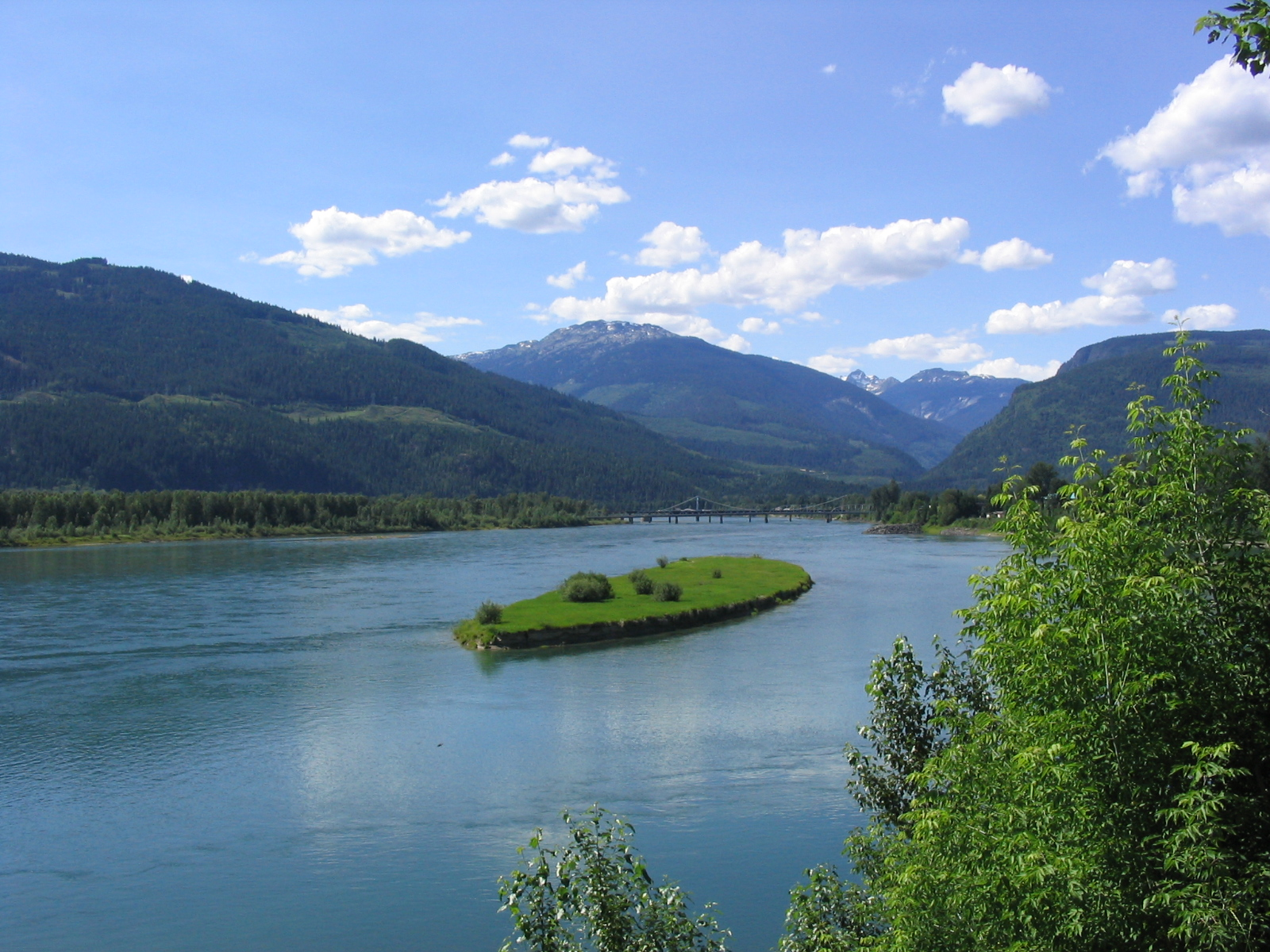
منظره‌ای از قسمت کانادایی رود کلمبیا.

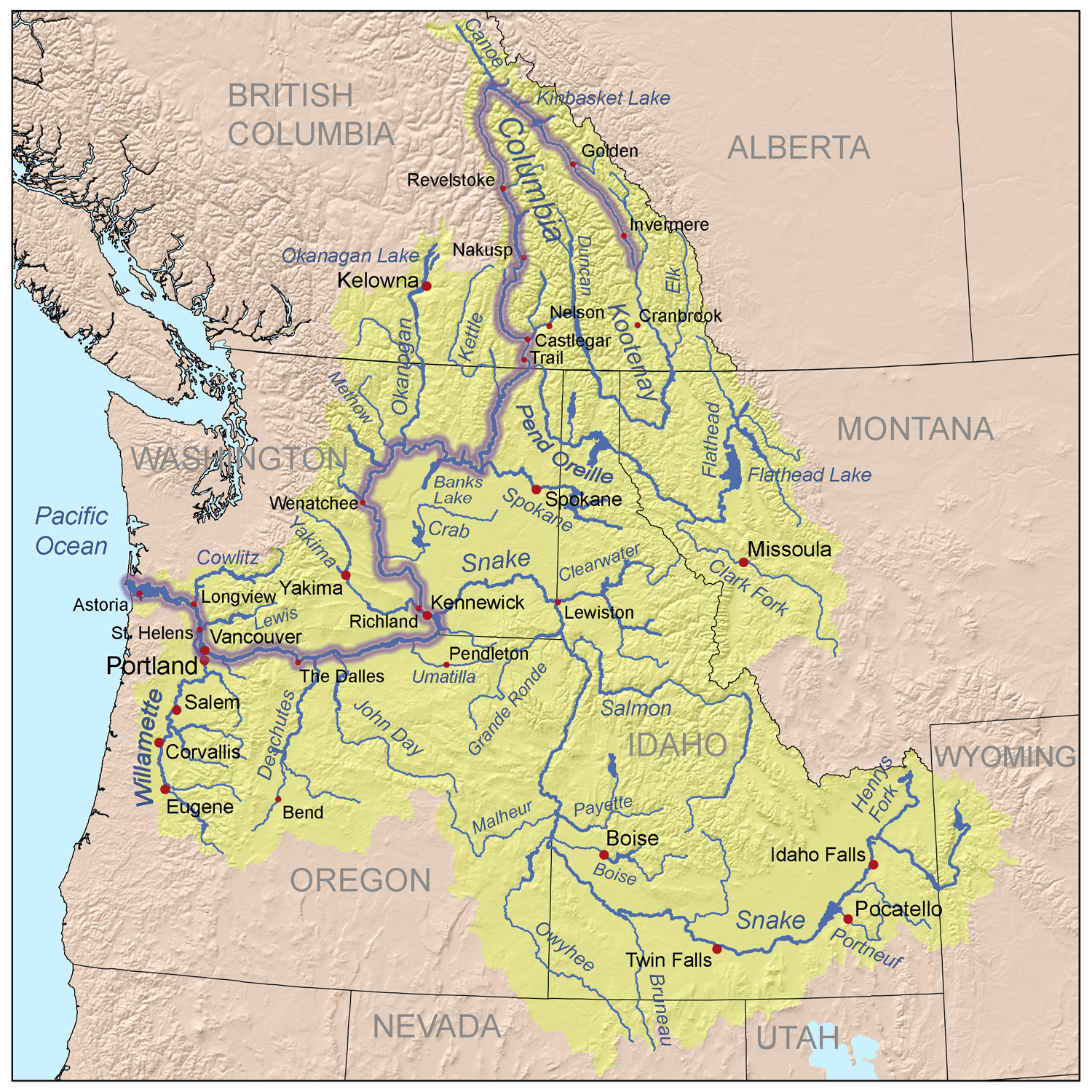
حوزه آبریز رود کلمبیا

رود کلمبیا (به انگلیسی: Columbia River) از رودهای بلند قاره آمریکای شمالی ست.
این رود ۲۰۰۰ کیلومتر طول دارد، و از کانادا و دو ایالت آمریکا میگذرد، و قسمتی از مرز مشترک میان ایالات اورگن و واشینگتن را تشکیل می‌دهد. در سال ۱۹۹۶ در این رودخانه مرد کنویکی، قدیمی‌ترین اسکلت کشف شده در آمریکای شمالی کشف شد.